# Efferia lesbius
Efferia lesbius este o specie de muște din genul Efferia, familia Asilidae, descrisă de Lamas în anul 1971. Conform Catalogue of Life specia Efferia lesbius nu are subspecii cunoscute.